# 李庸燮
李庸燮（：／ Lee Yong-seop；1951年9月11日—），大韓民國自由派政治人物，第13任光州廣域市長，曾任第18、19屆國會議員。